# Dekanat Geisenfeld
Das Dekanat Geisenfeld war eins der (bis 2022) 33 Dekanate des Bistums Regensburg. Es gehörte zur Region IV – Kelheim des Bistums Regensburg. Mit Wirkung vom 1. März 2022 wurde das Dekanat mit dem Dekanat Pförring vereinigt zum Dekanat Geisenfeld-Pförring.

## Liste der Pfarreien / Seelsorgeeinheiten
Zum Dekanat mit Sitz in Geisenfeld gehörten die nachfolgend aufgeführten Seelsorgeeinheiten (Stand: 2013). Die „führende“ Pfarrei, meistens der Sitz des zuständigen Pfarrers und des Pfarramtes, wird zuerst aufgeführt, die an der Pfarreiengemeinschaft beteiligten Pfarreien sind durch Semikolon getrennt, alle zu einer Pfarrei gehörigen Exposituren, Benefizien und Filialen werden direkt nach der jeweiligen Pfarrei, vor dem trennenden Semikolon, aufgezählt. Die Liste ist alphabetisch nach den Ortsnamen der führenden Pfarreien geordnet.
- Pfarrei St. Vitus, Au, dazugehörig Filiale St. Margareta, Halsberg, Filiale Johannes der Täufer, Haslach, Filiale Mariä Himmelfahrt, Osseltshausen, Filiale Johannes der Täufer, Rudertshausen; Pfarrei St. Bartholomäus, Osterwaal
- Pfarrei Hl. Kreuz, Engelbrechtsmünster, dazugehörig Expositur St. Laurentius, Ilmendorf mit Filiale St. Martin, Rockolding, Kuratbenefizium St. Georg, Unterpindhart mit Filiale St. Stephan, Oberpindhart; Pfarrei St. Leonhard, Aiglsbach, dazugehörig Filiale Unsere Liebe Frau, Gasseltshausen (gehören zum Dekanat Abensberg-Mainburg)
- Pfarrei St. Emmeram, Geisenfeld, dazugehörig Filiale Johannes der Täufer, Untermettenbach; Pfarrei St. Ulrich, Ainau
- Pfarrei St. Martin, Geroldshausen, dazugehörig Filiale St. Benedikt, Haushausen und Filiale St. Andreas, Niedergeroldshausen
- Pfarrei Mariä Heimsuchung, Gosseltshausen, dazugehörig Filiale St. Stephan, Burgstall und Filiale Mariä Geburt, Lohwinden; Pfarrei St. Margaretha, Königsfeld; Pfarrei St. Martin, Walkersbach
- Pfarrei St. Ottilia, Irsching; Pfarrei St. Laurentius, Ernsgaden, dazugehörig Filiale St. Helena, Westenhausen
- Pfarrei St. Sixtus, Münchsmünster, dazugehörig Filiale St. Vitus, Mitterwöhr, Filiale St. Martin, Niederwöhr und Filiale St. Georg, Schwaig
- Pfarrei St. Andreas, Oberlauterbach, dazugehörig Filiale St. Petrus, Hüll; Pfarrei Maria Immaculata, Gebrontshausen, dazugehörig Filiale St. Peter und Paul, Jebertshausen und Filiale Hl. Kreuz, Larsbach; Pfarrei St. Emmeram, Niederlauterbach, dazugehörig Filiale Mariä Himmelfahrt, Obermettenbach
- Pfarrei St. Martin, Rottenegg; Pfarrei St. Emmeram, Geisenhausen
- Pfarrei Mariä Himmelfahrt, Rudelzhausen, dazugehörig Filiale St. Stephan, Aufhausen, Filiale Johannes der Täufer und Johannes der Evangelist, Puttenhausen und Kuratbenefizium St. Martin, Steinbach
- Pfarrei Mariä Himmelfahrt, Tegernbach
- Pfarrei St. Peter, Vohburg an der Donau, dazugehörig Filiale St. Nikolaus, Dünzing und Filiale Mariä Himmelfahrt, Oberhartheim; Pfarrei St. Martin, Menning
- Pfarrei St. Laurentius, Wolnzach; Pfarrei St. Emmeram, Eschelbach an der Ilm